# Nils Seufert
Nils Seufert (Mannheim, Alemania, 3 de febrero de 1997) es un futbolista alemán que juega de centrocampista en el FK Jerv de la Segunda División de Noruega.

## Trayectoria
Debutó profesionalmente con el 1. F. C. Kaiserslautern el 25 de octubre de 2017, como titular, en el encuentro contra el VfB Stuttgart de la Copa de Alemania 2017-18.

## Estadísticas
Actualizado al último partido disputado el 17 de mayo de 2024.
| Club                                                        | Div.          | Temporada     | Liga  | Liga  | Copas nacionales(1) | Copas nacionales(1) | Copas internacionales(2) | Copas internacionales(2) | Total | Total |
| Club                                                        | Div.          | Temporada     | Part. | Goles | Part.               | Goles               | Part.                    | Goles                    | Part. | Goles |
| ----------------------------------------------------------- | ------------- | ------------- | ----- | ----- | ------------------- | ------------------- | ------------------------ | ------------------------ | ----- | ----- |
| 1. F. C. Kaiserslautern II · Alemania                       | 4.ª           | 2015-16       | 16    | 1     | —                   | —                   | —                        | —                        | 16    | 1     |
| 1. F. C. Kaiserslautern II · Alemania                       | 4.ª           | 2016-17       | 29    | 4     | —                   | —                   | —                        | —                        | 29    | 4     |
| 1. F. C. Kaiserslautern II · Alemania                       | 5.ª           | 2017-18       | 7     | 2     | —                   | —                   | —                        | —                        | 7     | 2     |
| 1. F. C. Kaiserslautern II · Alemania                       | Total club    | Total club    | 52    | 7     | 0                   | 0                   | 0                        | 0                        | 52    | 7     |
| 1. F. C. Kaiserslautern · Alemania                          | 2.ª           | 2017-18       | 20    | 0     | 1                   | 0                   | —                        | —                        | 21    | 0     |
| 1. F. C. Kaiserslautern · Alemania                          | Total club    | Total club    | 20    | 0     | 1                   | 0                   | 0                        | 0                        | 21    | 0     |
| Arminia Bielefeld · Alemania                                | 2.ª           | 2018-19       | 20    | 0     | 2                   | 0                   | —                        | —                        | 22    | 0     |
| Arminia Bielefeld · Alemania                                | 2.ª           | 2019-20       | 15    | 0     | 2                   | 0                   | —                        | —                        | 17    | 0     |
| Arminia Bielefeld · Alemania                                | 1.ª           | 2020-21       | 13    | 0     | 0                   | 0                   | —                        | —                        | 13    | 0     |
| Arminia Bielefeld · Alemania                                | Total club    | Total club    | 48    | 0     | 4                   | 0                   | 0                        | 0                        | 52    | 0     |
| SpVgg Greuther Fürth · Alemania                             | 1.ª           | 2021-22       | 4     | 0     | 1                   | 0                   | —                        | —                        | 5     | 0     |
| S. V. Sandhausen · Alemania                                 | 2.ª           | 2021-22       | 7     | 0     | —                   | —                   | —                        | —                        | 7     | 0     |
| S. V. Sandhausen · Alemania                                 | Total club    | Total club    | 7     | 0     | 0                   | 0                   | 0                        | 0                        | 7     | 0     |
| SpVgg Greuther Fürth · Alemania                             | 1.ª           | 2022-23       | 4     | 0     | 0                   | 0                   | —                        | —                        | 4     | 0     |
| SpVgg Greuther Fürth · Alemania                             | Total club    | Total club    | 8     | 0     | 1                   | 0                   | 0                        | 0                        | 9     | 0     |
| SpVgg Greuther Fürth II · Alemania                          | 4.ª           | 2022-23       | 2     | 0     | —                   | —                   | —                        | —                        | 2     | 0     |
| SpVgg Greuther Fürth II · Alemania                          | Total club    | Total club    | 2     | 0     | 0                   | 0                   | 0                        | 0                        | 2     | 0     |
| S. V. Ried · Austria                                        | 2.ª           | 2023-24       | 21    | 1     | 1                   | 0                   | —                        | —                        | 22    | 1     |
| S. V. Ried · Austria                                        | Total club    | Total club    | 21    | 1     | 1                   | 0                   | 0                        | 0                        | 22    | 1     |
| FK Jerv · Noruega                                           | 3.ª           | 2024          | 0     | 0     | —                   | —                   | —                        | —                        | 0     | 0     |
| FK Jerv · Noruega                                           | Total club    | Total club    | 0     | 0     | 0                   | 0                   | 0                        | 0                        | 0     | 0     |
| Total carrera                                               | Total carrera | Total carrera | 158   | 8     | 7                   | 0                   | 0                        | 0                        | 165   | 8     |
| (1) Incluye datos de la Copa de Alemania y Copa de Austria. |               |               |       |       |                     |                     |                          |                          |       |       |

## Palmarés

### Títulos nacionales
| Título        | Club              | País     | Año     |
| ------------- | ----------------- | -------- | ------- |
| 2. Bundesliga | Arminia Bielefeld | Alemania | 2019-20 |